# Melanorhinus
Melanorhinus es un género de peces marinos de la familia aterinópsidos. Las tres especies se distribuyen por América Central y norte de América del Sur, en el océano Pacífico central, el mar Caribe y el océano Atlántico central.

## Especies
Se reconocen las siguientes tres especies:
- Melanorhinus boekei Metzelaar, 1919 - pejerrey de San Martín
- Melanorhinus cyanellus (Meek y Hildebrand, 1923) - pejerrey azulado
- Melanorhinus microps (Poey, 1860) - cabezote rey